# Темплтон (Калифорнија)
Темплтон (енгл. Templeton) насељено је место без административног статуса у америчкој савезној држави Калифорнија.

## Демографија
По попису из 2010. године број становника је 7.674, што је 2.987 (63,7%) становника више него 2000. године.
| Група             | 2000.         | 2010.         |
| Белци             | 3.906 (83,3%) | 6.102 (79,5%) |
| Афроамериканци    | 55 (1,2%)     | 59 (0,8%)     |
| Азијати           | 43 (0,9%)     | 123 (1,6%)    |
| Хиспаноамериканци | 554 (11,8%)   | 1.171 (15,3%) |
| Укупно            | 4.687         | 7.674         |